# Bæltestødfisker
Bæltestødfiskeren (Megaceryle alcyon eller Ceryle alcyon) er en skrigefugl. Den når en længde på 29 cm og vejer 150 g. Fuglen lever i Nordamerika, Caribien og det nordlige Sydamerika.
| Bæltestødfisker | Hun (tv) og han (th) |

Der er to underarter:
- Megaceryle alcyon alcyon
- Megaceryle alcyon caurina